# Адорно, Раффаэле
Раффаэле Адорно (итал. Raffaele Adorno; Генуя, 1375 — Генуя, 1458) — дож Генуэзской республики.

## Биография

### Ранние годы
Раффаэле был сыном дожа Джоржо Адорно и Бенедетты Спинола и родился в Генуе в 1375 году. Он был племянником Антониотто Адорно (1340—1398), который избирался дожем четыре раза. В молодости он получил гуманистическое образование, совмещенное с подготовкой в военной сфере, участвуя вместе с другими членами своей семьи в вооруженных действиях против антагонистов своего дяди Антониотто. В 1394 году, примерно в сентябре, Раффаэле обосновался в Савоне, землях семьи дель Карретто.
В начале XV века, во время французского господства в Генуе, Раффаэле Адорно был назначен губернатором Жаном II ле Менгром командовать несколькими галерами на пути к острову Кипр. Здесь Адорно наладил личные связи и коммерческие контакты, что надолго принесло его семье значительное богатство. В 1410-1412 годах Раффаэле, по приказу генуэзского губернатора Теодоро II Монферрата, служил мэром колонии Каффа в Крыму.
В период миланского господства в Генуе Раффаэле был избран член Совета города в 1422 году (и снова в 1424 году). На заключительных этапах правления Висконти в Генуе, около 1435-1436 годов, Раффаэле Адорно внезапно оказался заложником в Милане и вскоре был выпущен вместе с будущим дожем Иснардо Гуарко.

### Правление
После недолгого правления Правительства восьми Капитанов Свободы и пребывания на посту дожа Томмазо ди Кампофрегозо 28 января 1443 года Раффаэле Адорно был избран дожем - 29-м в истории республики. В первые годы своего правления дож столкнулся с дипломатическим кризисом, связанным в престолонаследием в Неаполитанском королевстве, на которое претендовали Анжуйский дом, поддержанный Томмазо ди Кампофрегозо, и Альфонсо V Арагонский, поддержанный домом Висконти. Триумф последнего в 1444 году привел к обязательству Генуи ежегодно выплачивать арагонцам дань.
Помимо постоянных угроз со стороны Милана, Генуя в этот период страдала от многочисленных вторжений каталонских наемников и турецких пиратов на Лигурийское побережье. В итоге находившийся под серьезным давлением 72-летний дож Раффаэле Адорно сдался и 4 января 1447 года добровольно передал власть своему двоюродному брату Барнабе Адорно.
Покинув Дворец дожей, Раффаэле вернулся к управлению торговыми делами в восточных колоний, хотя в 1449 и 1455 годах пытался либо вернуться к власти, когда пост дожа вернулся к историческим противникам Адорно, семье Кампофрегозо. 
Предположительно Раффаэле умер в Генуе в июле 1458 года, но был похоронен по воле своей жены Виоланте в замке Сильвано-де-Орба, феоде Адорно.

### Личная жизнь
Раффаэле Адорно был женат на Виоланте Джустиниани-Лонги, которая родила ему детей: Ваннину (была выдана за Галеотто дель Карретто, маркиза Финале), Агостино (будущий граф ди Ренде и Сан-Феличе, муж Ардженты Спинола, а во втором браке - Франчески Маддалены Ласкарис, графини Тенда), Джироламо, Джованни, Ладзаро, Мариолу, Лучину, Амброджо и Симонетту (выдана за Томмазо Ласкариса, синьора Рьеза).

## Внешние ссылки
- Approfondimenti sul sito Treccani.it